# Лестрад-э-Туэль
Лестра́д-э-Туэ́ль (фр. Lestrade-et-Thouels, окс. L'Estrada e Toels) — коммуна во Франции, находится в регионе Окситания. Департамент — Аверон. Входит в состав кантона Сен-Ром-де-Тарн. Округ коммуны — Мийо.
Код INSEE коммуны — 12129.
Коммуна расположена приблизительно в 540 км к югу от Парижа, в 110 км северо-восточнее Тулузы, в 33 км к югу от Родеза.

## Население
Население коммуны на 2008 год составляло 462 человека.
| 1962 | 1968 | 1975 | 1982 | 1990 | 1999 | 2008 |
| ---- | ---- | ---- | ---- | ---- | ---- | ---- |
| 608  | 672  | 612  | 624  | 534  | 454  | 438  |

## Экономика

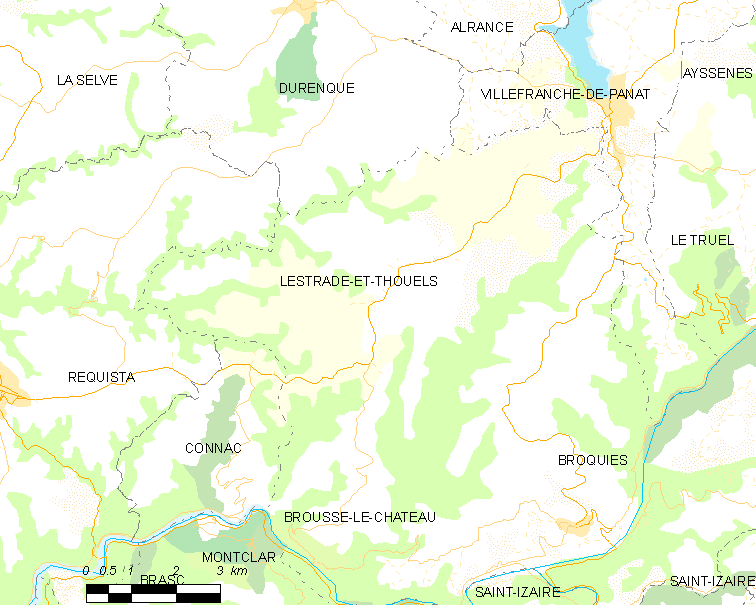
Карта коммуны

В 2007 году среди 228 человек в трудоспособном возрасте (15—64 лет) 172 были экономически активными, 56 — неактивными (показатель активности — 75,4 %, в 1999 году было 69,3 %). Из 172 активных работали 166 человек (103 мужчины и 63 женщины), безработных было 6 (2 мужчин и 4 женщины). Среди 56 неактивных 12 человек были учениками или студентами, 19 — пенсионерами, 25 были неактивными по другим причинам.